# 대한민국 제11대 국회 후반기 의장단 선거
제11대 국회 후반기 의장단 선거는 1983년 4월 11일 실시되었다.
선거 결과 4선의 채문식 민주정의당 의원이 국회의장에, 4선의 윤길중 민주정의당 의원과 3선의 고재청 민주한국당 의원이 국회부의장에 선출되었다.
관행적으로 국회의장 선거에는 원내 다수당의 지명을 받은 의원이 단독으로 출마하고 만장일치에 가까운 득표로 당선되는데, 이 선거에서는 특이하게도 다수당인 민주정의당의 지명을 받은 채문식 의원 외에 한국국민당의 이만섭 의원 또한 출마를 선언하여 경합을 벌였다. 채문식 의원을 지명한 민주정의당이 원내 과반 의석을 확보하고 있는데다 제1야당인 민주한국당 역시 채문식 의원을 지지하기로 한 바 있어 이만섭 의원의 경쟁력은 없는 것으로 보여졌으나, 개표 결과 전체 한국국민당 소속 의원 25명보다 많은 34표를 획득하는 저력을 보였다. 이처럼 국회의장 선거에 1명보다 많은 후보가 출마한 것은 1965년 국회의장 선거 이후 처음 있는 일이었다.
또한, 국회의장 선거는 무기명 투표를 원칙으로 하는 만큼 누가 한 일인지는 알 수 없으나, 여당 몫 국회부의장 선거에서 무효표로 분류된 표 중에는 "변절자"라고 써진 표가 있었다. 이는 야당 정치인으로 활동하다가 민주정의당으로 이적하고, 국회부의장 후보에까지 오른 윤길중 의원을 비판하는 의도로 추정된다.

## 선거 제도
국회의 의장 및 부의장은 국회의원들의 무기명 투표로 선출하되 만약 1차 투표 결과 재적 의원의 과반을 득표한 자가 없으면 2차 투표를 실시하고, 2차 투표에서도 과반 득표자가 나오지 않을 시 최고득표자와 차점자에 대하여 3차 결선 투표를 실시하되 이 경우 단순 다수 득표자를 당선자로 하도록 되어있었다.

## 후보

### 국회의장 후보

#### 민주정의당
민주정의당은 3월 30일 국회의장·부의장 후보 및 각 상임위 위원장 후보를 확정하고 4선의 채문식 의원이 국회의장 후보로 지명되었다고 발표하였다.

#### 한국국민당
한국국민당은 국회의장은 다수당이 맡는다는 관례에 따라 민주정의당의 공식 후보인 채문식 의원을 지지할 계획이었으나, 이만섭 한국국민당 부총재가 선거 당일 아침 "민주적 정치 풍토 조성을 위해 의장 선거에 나선다"며 국회의장 선거 출마를 선언하였다. 당과 사전에 조율되지 않은 깜짝 선언에 한국국민당은 예정대로 채문식 의원을 지지할지 이만섭 부총재를 지지할지 정하기 위해 긴급 의원총회를 개최하였으며, 의총 결과 김종철 총재의 뜻에 따라 당론을 정하지 않고 자유 투표를 하기로 하였다.

### 국회부의장 후보

#### 민주정의당
민주정의당은 3월 30일 국회의장·부의장 후보 및 각 상임위 위원장 후보를 확정하고 윤길중 의원이 국회부의장 후보로 지명되었다고 발표하였다.

#### 민주한국당
유치송 민주한국당 총재는 4월 6일 고재청 의원을 국회부의장 후보로 지명하였다.

## 선거 결과

### 국회의장 선거
경상북도 문경군·예천군 지역구의 채문식 민주정의당 의원이 당선되었다.
| 후보   | 소속       | 득표 | %    | 비고 |
| ------ | ---------- | ---- | ---- | ---- |
| 채문식 | 민주정의당 | 223  | 81.1 | 당선 |
| 이만섭 | 한국국민당 | 34   | 12.4 |      |
| 이재형 | 민주정의당 | 2    | 0.7  |      |
| 정래혁 | 민주정의당 | 2    | 0.7  |      |
| 이필우 | 한국국민당 | 1    | 0.4  |      |
| 허경구 | 민주한국당 | 1    | 0.4  |      |
| 무효   | 무효       | 9    | 3.3  |      |
| 결석   | 결석       | 3    | 1.1  |      |
| 재적   | 재적       | 275  | 100  |      |

### 민주정의당 몫 국회부의장 선거
서울특별시 서대문구·은평구 지역구의 윤길중 민주정의당 의원이 당선되었다.
| 후보   | 소속       | 득표 | %    | 비고 |
| ------ | ---------- | ---- | ---- | ---- |
| 윤길중 | 민주정의당 | 228  | 82.9 | 당선 |
| 노태극 | 의정동우회 | 6    | 2.2  |      |
| 고재청 | 민주한국당 | 5    | 1.8  |      |
| 이동진 | 한국국민당 | 2    | 0.7  |      |
| 이만섭 | 한국국민당 | 2    | 0.7  |      |
| 권정달 | 민주정의당 | 1    | 0.4  |      |
| 박경석 | 민주정의당 | 1    | 0.4  |      |
| 유한열 | 민주한국당 | 1    | 0.4  |      |
| 유석순 | 민주정의당 | 1    | 0.4  |      |
| 이종성 | 한국국민당 | 1    | 0.4  |      |
| 이종찬 | 민주정의당 | 1    | 0.4  |      |
| 조병규 | 한국국민당 | 1    | 0.4  |      |
| 무효   | 무효       | 22   | 8.0  |      |
| 결석   | 결석       | 3    | 1.1  |      |
| 재적   | 재적       | 275  | 100  |      |

### 민주한국당 몫 국회부의장 선거
전라남도 담양군·곡성군·화순군 지역구의 고재청 민주한국당 의원이 당선되었다.
| 후보   | 소속       | 득표 | %    | 비고 |
| ------ | ---------- | ---- | ---- | ---- |
| 고재청 | 민주한국당 | 204  | 74.2 | 당선 |
| 김은하 | 민주한국당 | 10   | 3.6  |      |
| 유옥우 | 민주한국당 | 4    | 1.5  |      |
| 임종기 | 민주한국당 | 3    | 1.1  |      |
| 권정달 | 민주정의당 | 2    | 0.7  |      |
| 윤석민 | 한국국민당 | 2    | 0.7  |      |
| 이동진 | 한국국민당 | 2    | 0.7  |      |
| 이만섭 | 한국국민당 | 2    | 0.7  |      |
| 임재정 | 민주한국당 | 2    | 0.7  |      |
| 김길준 | 의정동우회 | 1    | 0.4  |      |
| 김영광 | 한국국민당 | 1    | 0.4  |      |
| 노태극 | 의정동우회 | 1    | 0.4  |      |
| 신상우 | 민주한국당 | 1    | 0.4  |      |
| 신진수 | 민주한국당 | 1    | 0.4  |      |
| 오홍석 | 민주한국당 | 1    | 0.4  |      |
| 류재희 | 민주한국당 | 1    | 0.4  |      |
| 이태구 | 민주한국당 | 1    | 0.4  |      |
| 정규헌 | 민주한국당 | 1    | 0.4  |      |
| 정래혁 | 민주정의당 | 1    | 0.4  |      |
| 정휘동 | 민주정의당 | 1    | 0.4  |      |
| 조일제 | 한국국민당 | 1    | 0.4  |      |
| 허경구 | 민주한국당 | 1    | 0.4  |      |
| 황산성 | 민주한국당 | 1    | 0.4  |      |
| 무효   | 무효       | 27   | 9.8  |      |
| 결석   | 결석       | 3    | 1.1  |      |
| 재적   | 재적       | 275  | 100  |      |